# Walk off the Earth
Walk off the Earth (с англ. — «Уйдите с Земли») — канадская инди-рок-группа, образовавшаяся в городе Берлингтон, провинция Онтарио.

## История
Популярность группе принесло видео на их кавер-версию песни Gotye «Somebody That I Used to Know», которое в начале 2012 года набрало на YouTube более 47 миллионов просмотров за 29 дней. На видео пять человек играют на одной акустической гитаре , так как на тот момент у них под рукой не было других инструментов.
В субботу 7 января 2012 актёр Рассел Кроу после просмотра видео написал им в твиттер. Алисса Милано и Троян Беллисарио стали поклонницами Walk off the Earth, когда Троян добавила видео на свою страницу в Tumblr 20 января 2012 года. Эллен Дедженерес позвала группу на своё шоу 23 января 2012, где они играли вживую, снова на одной гитаре, несмотря на простуду участника Джанни. После отснятого видео группа получила положительные отзывы и от Gotye.
Также группа перепела «Someone Like You» певицы Adele, «Party Rock Anthem» группы LMFAO, Yesterday группы The Beatles и некоторых других.
В феврале 2012 года группа подписала контракт с Columbia Records.
Группа также ведёт свой канал на YouTube, где выкладывает клипы на свои композиции.
29 декабря 2018 года группа сообщила о смерти клавишника Майка Тейлора. По их словам, он мирно скончался во сне у себя дома.
В апреле 2020 года Deadline Hollywood объявил, что группа написала и исполнила песню «The Journey Starts Today» для английского дубляжа «Pokémon Journeys: The Series».

## Стиль
Стиль группы можно назвать инди-роком с натяжкой. В своих записях (независимо от того, кавер это или их собственная композиция) WOTE используют такие инструменты, как казу, укулеле, банджо, аккордеон. Каждый из участников группы является мультиинструменталистом.

## Участники группы
- Джанни Люминати — гитара, электрогитара, укулеле, банджо, ударные, вокал, бонго, контрабас, клавишные, бас-гитара.
- Райан Маршал — гитара, укулеле, труба, вокал, губная гармоника
- Майк «Бородач» Тэйлор (†) — клавишные, контрабас, бас-гитара, вокал
- Джоэль Кассади — ударные, гитара
- Сара Блэквуд — гитара, электронная гитара, укулеле, банджо, ударные, вокал, клавишные, бубен

## Личная жизнь
Джанни Люминати и Сара Блэквуд уже трижды являются родителями. У них три сына: Джорджо Майкл, Луиджи Коломбо и Ромео Аниэлло.
Райан Маршалл женат на Франческе Никассио (Francesca Nicassio). Сын — Кингсли Маршалл.
Майк Тейлор был женат на Эми Тейлор (Ami Taylor) и воспитывал двух дочерей.

## Дискография

### Альбомы
- 2007: Smooth Like Stone on a Beach
- 2010: My Rock
- 2012: R.E.V.O.
- 2015: Sing It All Away
- 2017: Beard Ballads, Vol. 1
- 2017: Holiday Beard Ballads, Vol. 1
- 2018: Subscribe to the Holidays‍
- 2019: Here We Go!
- 2021: Meet You There‍

### Синглы
| Песня                        | CAN | IRL |
| ---------------------------- | --- | --- |
| Somebody That I Used To Know | 13  | 48  |

## Walk off the Earth в фильмах
- 2013 — Читающий мысли (англ. The Listener) (1-й эпизод 4-го сезона)